# Azad Cachemire
Pour les articles homonymes, voir Azad et Cachemire.
L'Azad Jammu-et-Cachemire ou plus communément Azad Cachemire (littéralement « Cachemire libre », en ourdou آزاد جموں و کشمیر, Āzād Jammūñ o Kashmīr), terme utilisé par les partisans de son indépendance, est une région d'Asie du Sud et un territoire pakistanais s'étendant sur 13 297 kilomètres carrés, et comptant quatre millions d'habitants. Sa capitale est Muzaffarabad. Le territoire est densément peuplé, avec au moins[Quoi ?] 344 habitants au kilomètre carré.  
Il constitue la partie méridionale de l'ancien État princier du Cachemire, aujourd'hui contrôlée par le gouvernement fédéral d'Islamabad sous forme d'un État auto-administré (dont le nom officiel est « Azad Jammu-et-Cachemire » et ne doit pas être confondu avec celui du territoire indien du Jammu-et-Cachemire). La partie septentrionale du « Cachemire pakistanais » étant formée par le Gilgit-Baltistan (ou « Territoires du Nord »).
Le territoire bénéficie en théorie au sein de la république islamique du Pakistan d'une autonomie élargie. Il est représenté par un président et un Premier ministre et dispose d'une assemblée législative élue directement. La langue locale ancestrale prédominante est le pothohari, un dialecte ou une langue apparentée au pendjabi.

## Histoire
En octobre 1947, des rebelles musulmans du sud-ouest du Cachemire, soutenus par le gouvernement pakistanais et les mercenaires pachtounes qu'il y envoie, renversent localement l'administration du maharaja Hari Singh et fondent le « Cachemire libre » (Azad Kashmir). Le maharaja, qui jusque-là envisageait l'indépendance de sa principauté, s'unit à l'Union Indienne en échange d'une aide militaire. L'Inde envahit le Cachemire et engendre le premier conflit indo-pakistanais que l'ONU fera cesser le 1er janvier 1949. Le Cachemire se trouve alors partagé en deux :
- le Jammu-et-Cachemire, rattaché à l'Inde ;
- l'Azad Cachemire et le Gilgit-Baltistan (ou Territoires du Nord), rattachés au Pakistan.

Depuis cette première guerre, et malgré deux autres conflits en 1965 et 1971, les frontières ne changent que très peu entre les deux pays. En 1963, le Pakistan concède à la Chine les territoires situés sur le versant nord du Karakoram. En 1972, l'Inde et le Pakistan signent l'accord de Shimla dans lequel les deux pays s'accordent pour régler leurs différends pacifiquement. En 1974, l'Assemblée de l'Azad Cachemire adopte une Constitution provisoire pour la région, lui accordant en théorie une autonomie par rapport au reste du Pakistan.

## Géographie

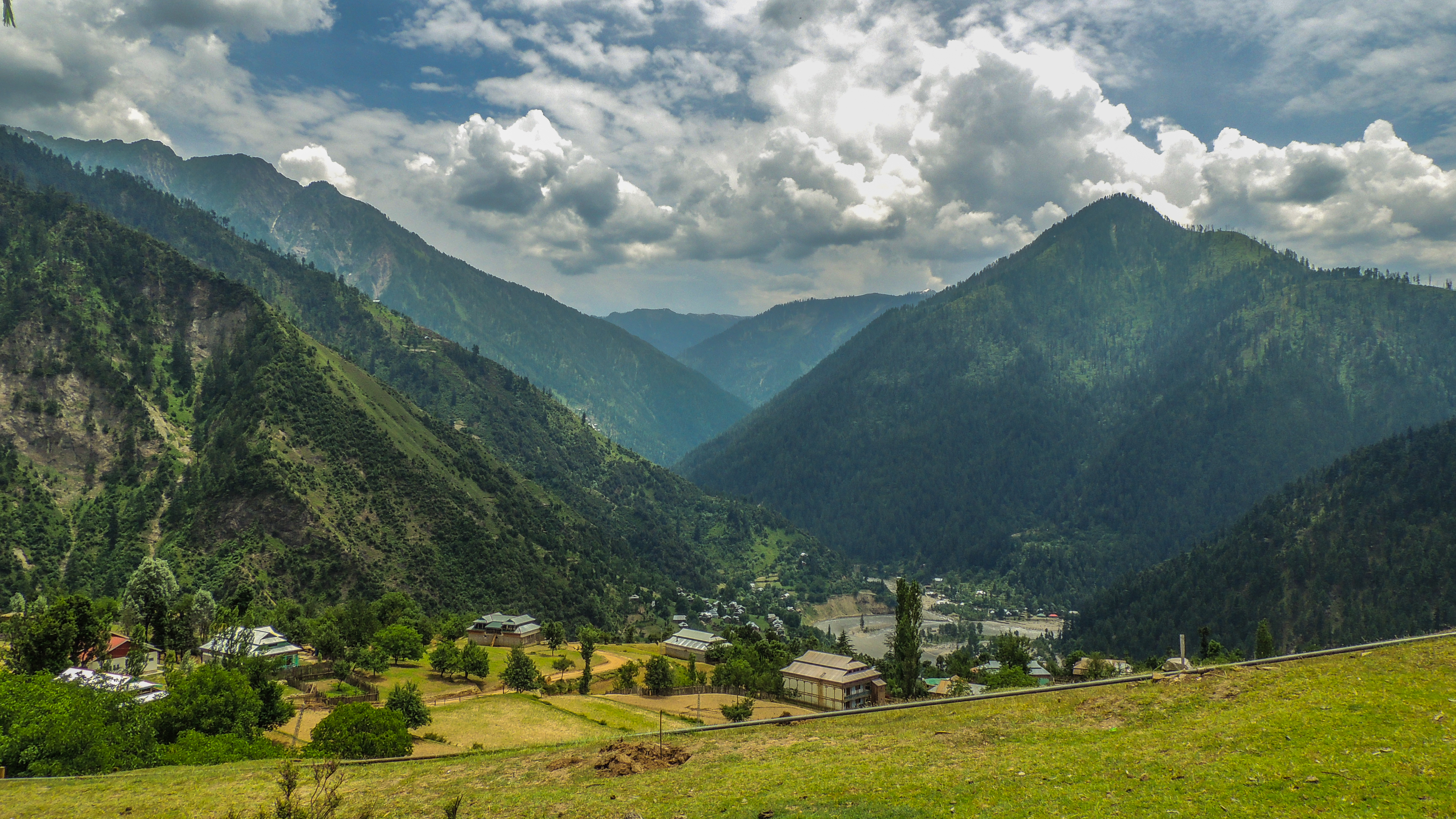
Vallée de l'Azad Cachemire.

L'Azad Cachemire est situé dans la partie sud de l'Himalaya et est donc une région montagneuse, boisée et arrosée par de nombreux cours d'eau qui forment des vallées, comme la célèbre vallée du Neelam. Le point culminant du territoire est le mont Sarwali qui se situe à 6 326 mètres au-dessus du niveau de la mer. Le sud de l'Azad Cachemire est nettement moins élevé. 

### Climat
Le sud de l'Azad Cachemire offre un été particulièrement chaud et un hiver doux. À l'inverse, le centre et le nord sont bien plus élevés et présentent donc des étés doux et des hivers très froids et enneigés. Des moussons touchent la région durant l'été et les inondations sont fréquentes.

## Démographie

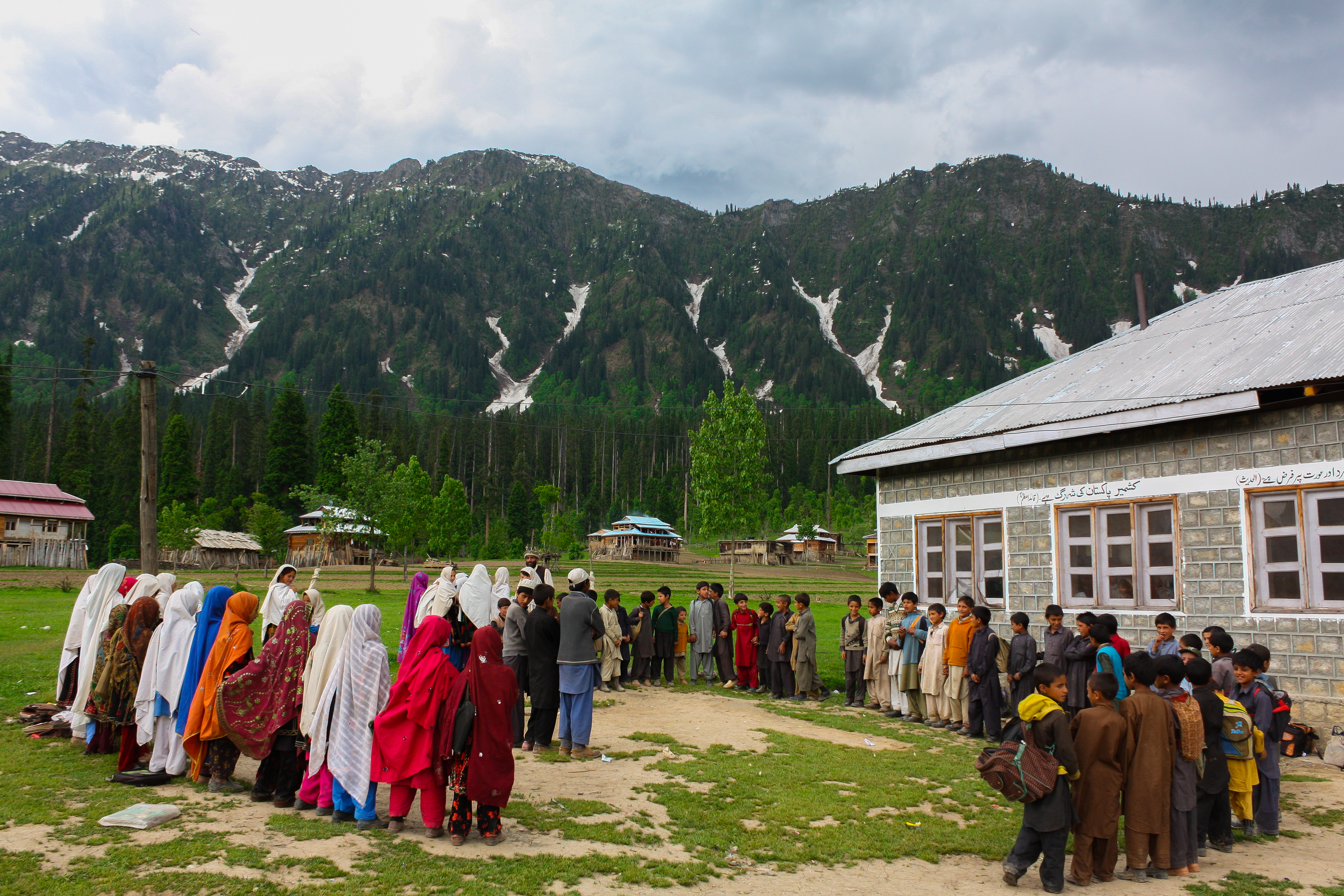
École dans l'Azad Cachemire.

Selon le recensement de 1998, l'Azad Cachemire est peuplé de 2 972 501 habitants dont le district de Muzaffarabad est de loin le plus peuplé tandis que la ville la plus peuplée est Mirpur. Plus récemment, la population a été estimée à 4,4 millions d'habitants environ, avec un taux d'alphabétisation de 74 %.
L'ethnie majoritaire de l'Azad Cachemire sont les Pothoharis, un peuple du nord-ouest du Pakistan lié aux Pendjabis. Les régions orientales et frontalières à l'Inde sont habitées par les Gujjars, tandis que la vallée de Kishanganga, plus connue sous le nom de vallée du Neelum, est peuplée par les Hindkowans et les Cachemiris. En 1998, 98 % de la population était Musulmane, 0,8 % étaient Hindous, 0,6 % étaient Chrétiens, et 0,4 % sont des Bouddhistes, qui vivent en haute montagne. 

## Langues
La majorité des habitants de l'Azad Cachemire parlent le pothohari, une langue lahnda (pendjabi occidental) parlée notamment dans la région avoisinante du Plateau de Pothohar. Cependant, il existe beaucoup de langues minoritaires dans la région, dont les plus importantes sont le gojri (Gujari), l'hindko et le cachemiri, qui sont respectivement parlés dans les collines orientales et dans la vallée du Neelam.
Contrairement à une idée véhiculée par les habitants de l'Azad Cachemire, les natifs de la région ne parlent pas exactement le pahari, qui est une famille de langues parlées plus à l'est, dans les États indiens de l'Himachal Pradesh et de l'Uttarakhand ainsi qu'au Népal. De même, l'endonyme « Cachemiri », communément employé par la majorité des locaux pour se désigner (notamment dans le cas de la British Kashmiri diaspora ou « diaspora cachemirie britannique » ; connue aussi sous le nom plus précis de British Mirpuris), peut prêter à confusion quant à l'origine ethnolinguistique. En effet, l'identité « cachemirie » renvoyant ici à la subdivision territoriale du Cachemire et à son ancien royaume, et non au groupe ethnolinguistique des Cachemiris.

## Administration

### Districts de l'Azad Cachemire

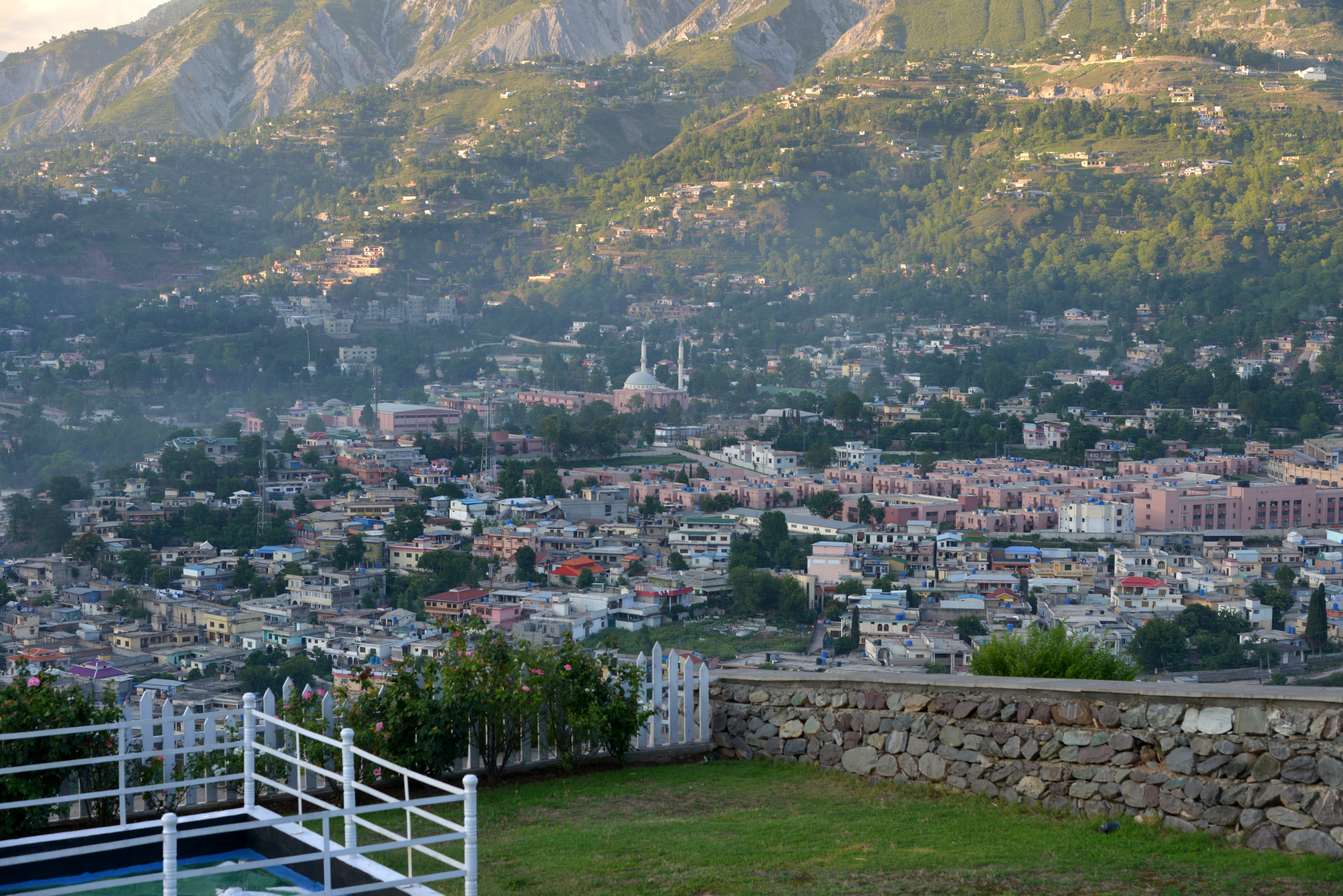
Vue de la ville de Muzaffarabad, capitale de l'Azad Cachemire.

| Division     | District     | Capitale       | Superficie (km²) | Population (1998) | Densité (habitants/km²) |
| ------------ | ------------ | -------------- | ---------------- | ----------------- | ----------------------- |
| Mirpur       | Bhimber      | Bhimber        | 1 516            | 301 633           | 199                     |
| Mirpur       | Kotli        | Kotli          | 1 862            | 563 094           | 302                     |
| Mirpur       | Mirpur       | Mirpur         | 1 010            | 333 482           | 330                     |
| Muzaffarabad | Muzaffarabad | Muzaffarabad   | 2 496            | 638 973           | 256                     |
| Muzaffarabad | Hattian      | Hattian Bala   | 854              | 225 000           | 263                     |
| Muzaffarabad | Neelum       | Athmuqam       | 3 621            | 106 778           | 29                      |
| Poonch       | Poonch       | Rawalakot      | 855              | 411 035           | 481                     |
| Poonch       | Haveli       | Forward Kahuta | 598              | 138 000           | 230                     |
| Poonch       | Bagh         | Bagh           | 1 368            | 393 415           | 288                     |
| Poonch       | Sudhnati     | Pallandari     | 569              | 224 091           | 394                     |
|              |              | Muzaffarabad   | 13 297           | 2 972 501         | 224                     |

### Principales villes

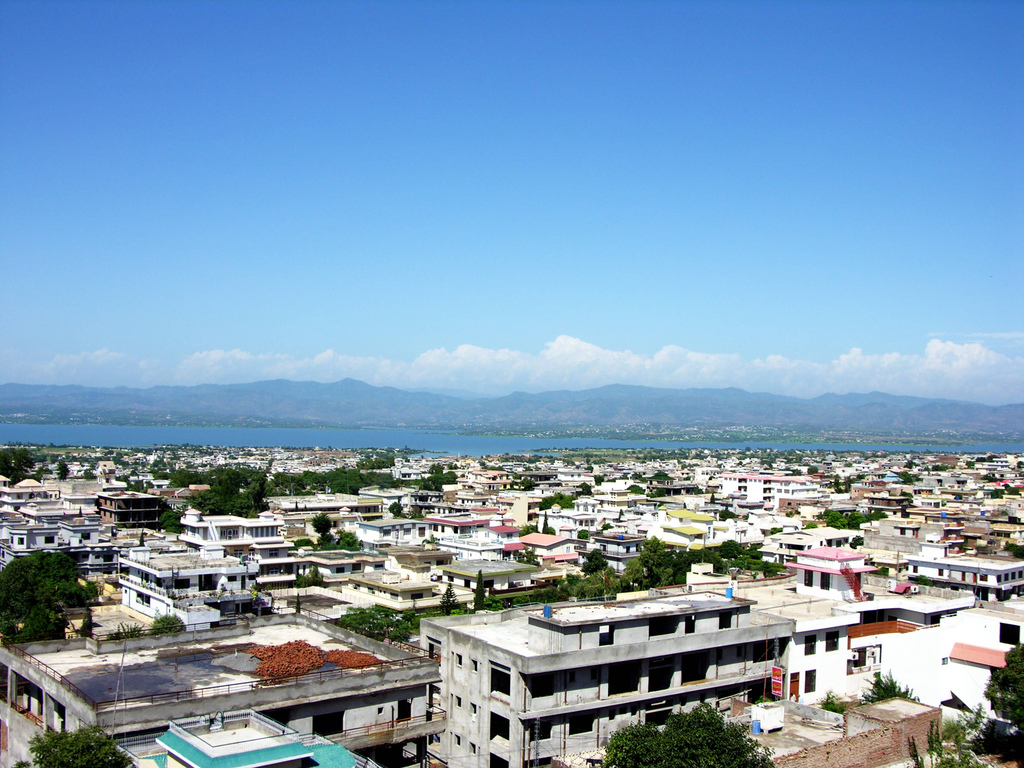
La ville de Mirpur, plus grande ville de l'Azad Cachemire.

| Rang | Ville        | District                 | Est. 2014 |
| ---- | ------------ | ------------------------ | --------- |
| 1    | Mirpur       | district de Mirpur       | 161 000   |
| 2    | Muzaffarabad | district de Muzaffarabad | 132 900   |
| 3    | Rawalakot    | district de Poonch       | 77 100    |
| 4    | Kotli        | district de Kotli        | 69 200    |

## Politique
Le territoire de l'Azad Cachemire dispose d'un statut politique totalement exorbitant du droit commun pakistanais. Tout comme son voisin du Cachemire le Gilgit-Baltistan, il ne fait pas partie des quatre provinces du pays. Il dispose théoriquement d'une autonomie élargie et de sa propre administration. L'Azad Cachemire est dirigé par une assemblée unicamérale, qui élit un « Premier ministre » (équivalent d'un ministre en chef dans les provinces). Depuis 1974, le territoire dispose de sa propre constitution à titre provisoire, en l'attente d'une hypothétique « réunification » du Cachemire. Son article 21 prévoit toutefois que les relations entre le territoire et le reste du pays sont régies par un « Conseil » dirigé par le Premier ministre du Pakistan et le gouvernement fédéral d'Islamabad. Pour le journal indien The Indian Express, l'autonomie de l'Azad Cachemire est en réalité très limitée par ce biais.
De par son statut de quasi-indépendance, l'Azad Cachemire ne participe pas aux élections fédérales au Pakistan et n’envoie donc pas de représentants au Parlement. Des élections au suffrage universel direct ont cependant lieu pour élire l'Assemblée de l'Azad Cachmire, qui dispose de 41 sièges élus et huit sièges réservés pour cinq femmes, un alim, un technocrate et un représentant de la population expatriée. Les élections de 2016 ont abouti à une large victoire de la Ligue musulmane du Pakistan (N) qui a raflé 31 sièges.